# Мост Александра Невског
Moст Александра Невског је друмски армиранобетонски покретни мост који се налали на ријеци Неви у Санкт Петербургу. Повезује централни дио града и десну обалу Неве. У вријеме свог отварања, то је био не само највећи мост од преднапрегнутог бетона у граду, већ и један од највећих мостова овог типа у земљи.. До 2004. (отварање Бољшог Обуховског (жичарског) моста) био је најдужи мост у Санкт Петербургу. Дужина моста без обалних објеката је 629 m, заједно са рампама - 905,7 m а ширина - 35 m.

## Назив
Пројектно име моста је било Старо-Невски. Дана 15. маја 1965.  мост је добио садашње име у част новгородског кнеза Александра Невског, чије се мошти налазе у Тројичкој катедрали Александро-Невске лавре.

## Историја
Мјесто за мост на крају Невског проспекта остављено је у генералном плану града у предратном периоду. За разлику од Трга Александра Невског, Чељускинцев трг на десној обали Неве је остављен. Ова локација је остала као велика неразвијена локација, али је име избачено. Почетком 1950-их, трг Александра Невског добио је модеран дизајн, 1952. године почела је изградња хотела Москва.
Године 1959. сумирани су резултати конкурса за пројекат новог моста. Пројекат групе аутора организације Ленгипротрансмост (данас Трансмост АД) је препознат као побједник: главни инжењер А. С. Евдонин, инжењери К. П. Клоцхков и Г. М. Степанов, архитекте - А. В. Жук, Иу И. Синица, С. Г. Маиофис . Аутори пројекта прилаза мосту и тунела петљи су инжењери Ленгипроинжпроекта: Иу. П. Боико, А. Д. Гутсаит, Г. С. Осокина. 
Мост је прављен од 1960-1965, изградњу моста је извршио генерални извођач МО-11 "Мостострој-6" под руководством главног инжењера Иу. Р. Козхукховског и предрадника: НВ Колтсова, АА Нефедова, Иу. П. Липкин, В. Н. Фомина. МП-801 Мостостроја-6 је такође учествовао у изградњи моста.
Надградње су монтиране на обали и транспортоване до мјеста постављања плутајућим системом који се састоји од понтона опремљених баластним системом, витла, сидара и других уређаја. Приликом транспорта распонских блокова масе до 4800 тона, сваки плутајући носач се састојао од 90 понтона типа КС са надградњом од армирано-бетонских шкољки пречника 60 cm и косих челичних подупирача. Шкољке и подупирачи на врху били су спојени армирано-бетонском плочом, на којој су се налазили дрвени и метални кавези. Испод, испод дна овнова, постављени су пуфови у облику снопова жица, што је омогућило да се створи неопходна прелиминарна компресија доњег дијела плутајућег носача.